# Милане (песма из 1985)
„Милане” је поп песма хрватске музичке групе Магазин, објављена 1985. године за издавачку кућу Југотон. У питању је  пета песма А стране на албуму Пиши ми. Пратеће вокале певали су Мато Дошен, који је и радио аранжмане, и Весна Срећковић. Вокал у песми била је тадашња певачица групе Љиљана Николовска. Композитор песме је Тончи Хуљић, а текст је написао Ненад Нинчевић. Продуцент је такође Мато Дошен. Гитару је свирао Жељко Баричић, клавијатуре Миро Црнко, бубњеве Анте Милетић, а бас Ненад Весановић.